# Рибачий (Калінінградська область)
Рибачий (рос. Рыбачий) — селище Зеленоградського району, Калінінградської області Росії. Входить до складу Сільського поселення Курська коса.
Населення — 839 осіб (2015 рік).

## Населення
| 1959 | 1970 | 1979 | 1989 | 2002 | 2010 |
| ---- | ---- | ---- | ---- | ---- | ---- |
| 1128 | ↘751 | ↗779 | ↗806 | ↗960 | ↘839 |